# US Open 2010 - Quad singolare
Peter Norfolk era il detentore del titolo, ma ha perso in finale per 6–0, 2–6, 6–3 contro David Wagner.

## Tabellone

### Legenda
| - Q = Qualificato - WC = Wild card - LL = Lucky loser | - ALT = Alternate - SE = Special Exempt - PR = Protected Ranking | - w/o = Walkover - r = Ritirato - d = Squalificato |

### Finale
|  | Finale |               |   |   |   |  |
|  |        |               |   |   |   |  |
|  | 1      | David Wagner  | 6 | 2 | 6 |  |
|  | 2      | Peter Norfolk | 0 | 6 | 3 |  |

### Round Robin
|    |                 | Wagner           | Andersson        | Taylor         | Norfolk        | RR W–L | Set W–L | Game W–L | Classifica |
| 1  | David Wagner    |                  | 6–1, 6–4         | 6–1, 6–0       | 4–6, 7–5, 66–7 | 2–1    | 5–2     | 41–24    | 2          |
|    | Johan Andersson | 1–6, 4–6         |                  | 6–3, 46–7, 6–3 | 2–6, 2–6       | 1–2    | 2–5     | 27–37    | 3          |
| WC | Nick Taylor     | 1–6, 0–6         | 3–6, 7–6(4), 3–6 |                | 1–6, 0–6       | 0–3    | 1–6     | 15–42    | 4          |
| 2  | Peter Norfolk   | 6–4, 5–7, 7–6(6) | 6–2, 6–2         | 6–1, 6–0       |                | 3–0    | 6–1     | 42–22    | 1          |

La classifica viene stilata in base ai seguenti criteri: 1) Numero di vittorie; 2) Numero di partite giocate; 3) Scontri diretti (in caso di due giocatori pari merito ); 4) Percentuale di set vinti o di games vinti (in caso di tre giocatori pari merito ); 5) Decisione della commissione.